# Dieu seul le sait
Pour plus de détails, voir Fiche technique et Distribution.

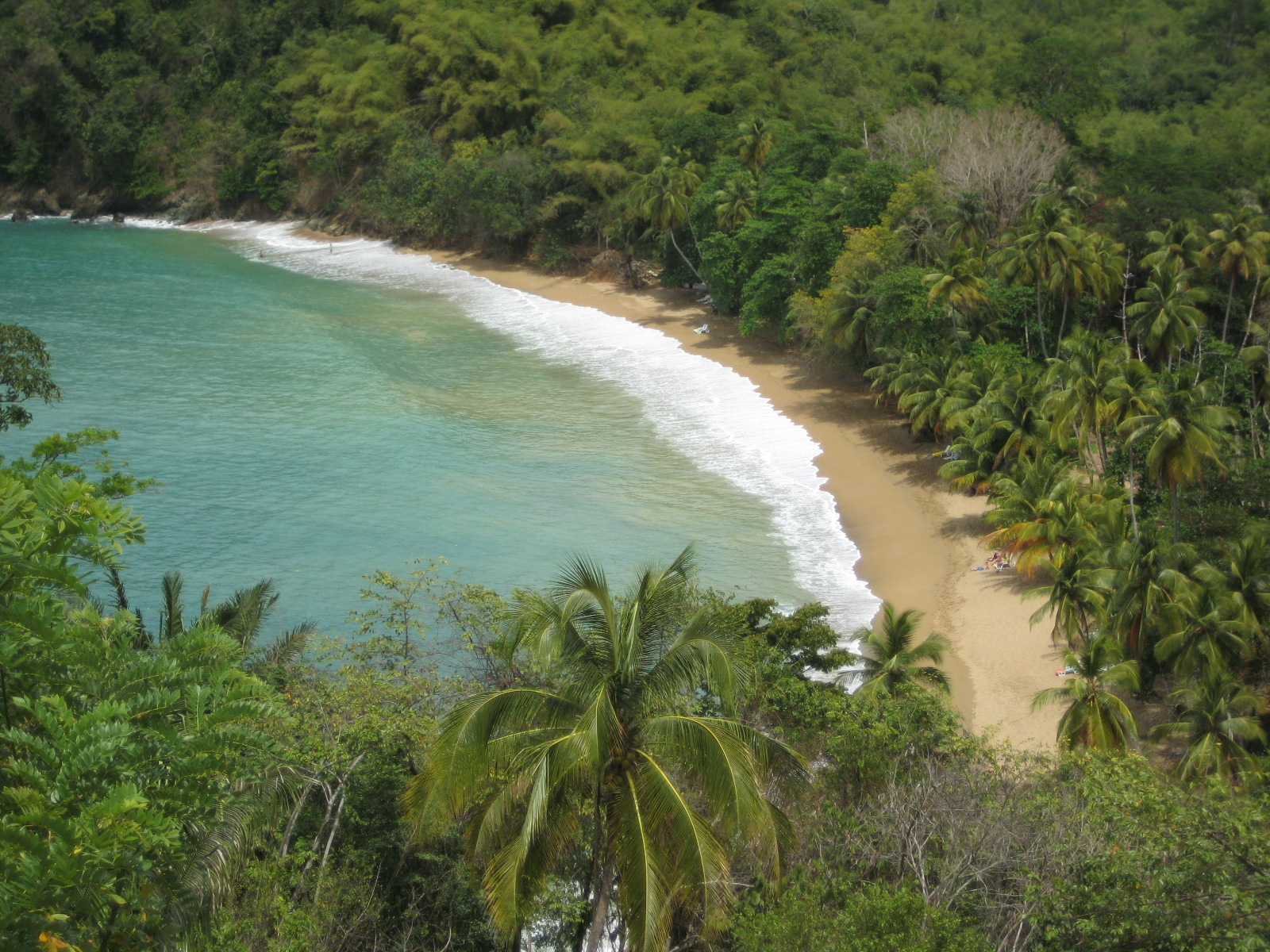
Tobago, site de tournage en extérieur.

Dieu seul le sait (titre original : Heaven Knows, Mr. Allison) est un film américain en CinemaScope réalisé par John Huston, sorti en 1957.

## Synopsis
Pendant la Deuxième Guerre mondiale : Rescapé du naufrage de son sous-marin, le caporal Allison, un marine, échoue en canot de sauvetage sur une île du Pacifique où ne reste que sœur Angela, seule survivante d’une congrégation religieuse. Leur relation va évoluer au fil des événements, notamment lors de leur promiscuité dans une grotte, contraints d’y demeurer cachés lorsque les Japonais prennent possession de l’île après l’avoir bombardée. 
Le caporal, un homme fruste qui n’a jamais connu que la vie militaire, s’éprend de sœur Angela qui n’a pas encore prononcé ses vœux définitifs et auxquels il lui demande de renoncer. Bien que les épreuves les aient rapprochés jusqu’au débarquement final victorieux de l’armée américaine, sœur Angela, fidèle à sa foi, ne renonce pas à ses vœux, mais, Dieu seul le sait, aura peut-être éprouvé plus que de l’amitié pour le vaillant caporal.

## Fiche technique
- Titre original : Heaven Knows, Mr. Allison
- Titre français : Dieu seul le sait
- Titre belge : La chair et l'esprit[1]
- Réalisation : John Huston
- Scénario : John Huston et John Lee Mahin
  - d'après le roman de Charles Shaw, Heaven Knows, Mr. Allison (1952)
- Décors : Stephen B. Grimes
- Costumes : Stephen B. Grimes, Laura Nightingale
- Photographie : Oswald Morris
- Cadrage : Arthur Ibbetson
- Son : Basil Fenton-Smith, Leslie Hodgson, Malcolm Cooke
- Montage : Russell Lloyd
- Musique : Georges Auric
- Producteurs : Buddy Adler, Eugene Frenke
- Société de production et de distribution : Twentieth Century Fox
- Pays de production :  États-Unis
- Langues de tournage : anglais américain, japonais
- Format : couleur — 35 mm — par DeLuxe — 2,35:1 CinemaScope — versions mono et stéréo 4 pistes (RCA Sound Recording et Westrex Recording System)
- Genre : drame psychologique, guerre
- Durée : 106 minutes
- Dates de sortie :
  - États-Unis : 13 mars 1957
  - France : 17 juillet 1957
- (fr) Classifications CNC : tous publics, Art et Essai (visa d’exploitation no 19664 délivré le 12 juin 1957)
- Affiche : Boris Grinsson (France)

## Distribution
- Deborah Kerr (VF : Jacqueline Porel) : Sœur Angela
- Robert Mitchum (VF : Roger Treville) : le caporal Allison du Corps des Marines des États-Unis (USMC)

## Distinctions

### Récompense
- New York Film Critics Circle Awards 1957 : Prix de la meilleure actrice à Deborah Kerr

### Nominations
- Oscars du cinéma 1957 : 
  - Deborah Kerr nommée pour l'Oscar de la meilleure actrice.
  - John Huston et John Lee Mahin nommés pour l'Oscar du meilleur scénario adapté

## Tournage
- Période prises de vue : début août à début décembre 1956[2].
- Extérieurs : Tobago (Trinité-et-Tobago).

## Thèmes et contexte
- Un huis clos original : au milieu de la guerre, confrontation de deux personnalités que tout semble séparer.

## Réception critique
Télérama : « Tour à tour truculent, sensible, émouvant et parfois ambigu, le film évite les nombreux pièges, et l'ironie de Huston apparaît à plusieurs reprises, notamment dans sa volonté de comparer le monde militaire à celui de la religion. »